# Gornja Radgona

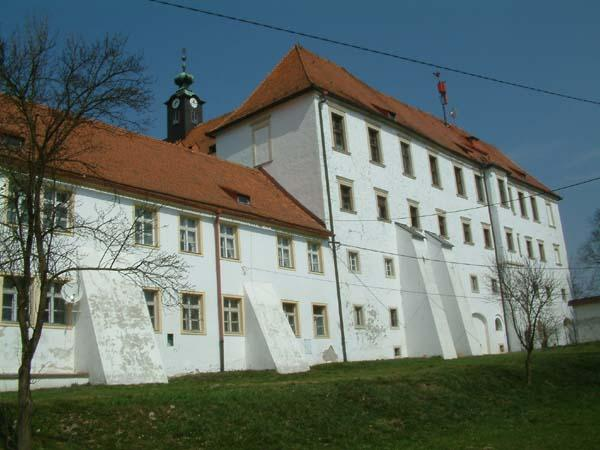
Schutzburg Oberradkersburg

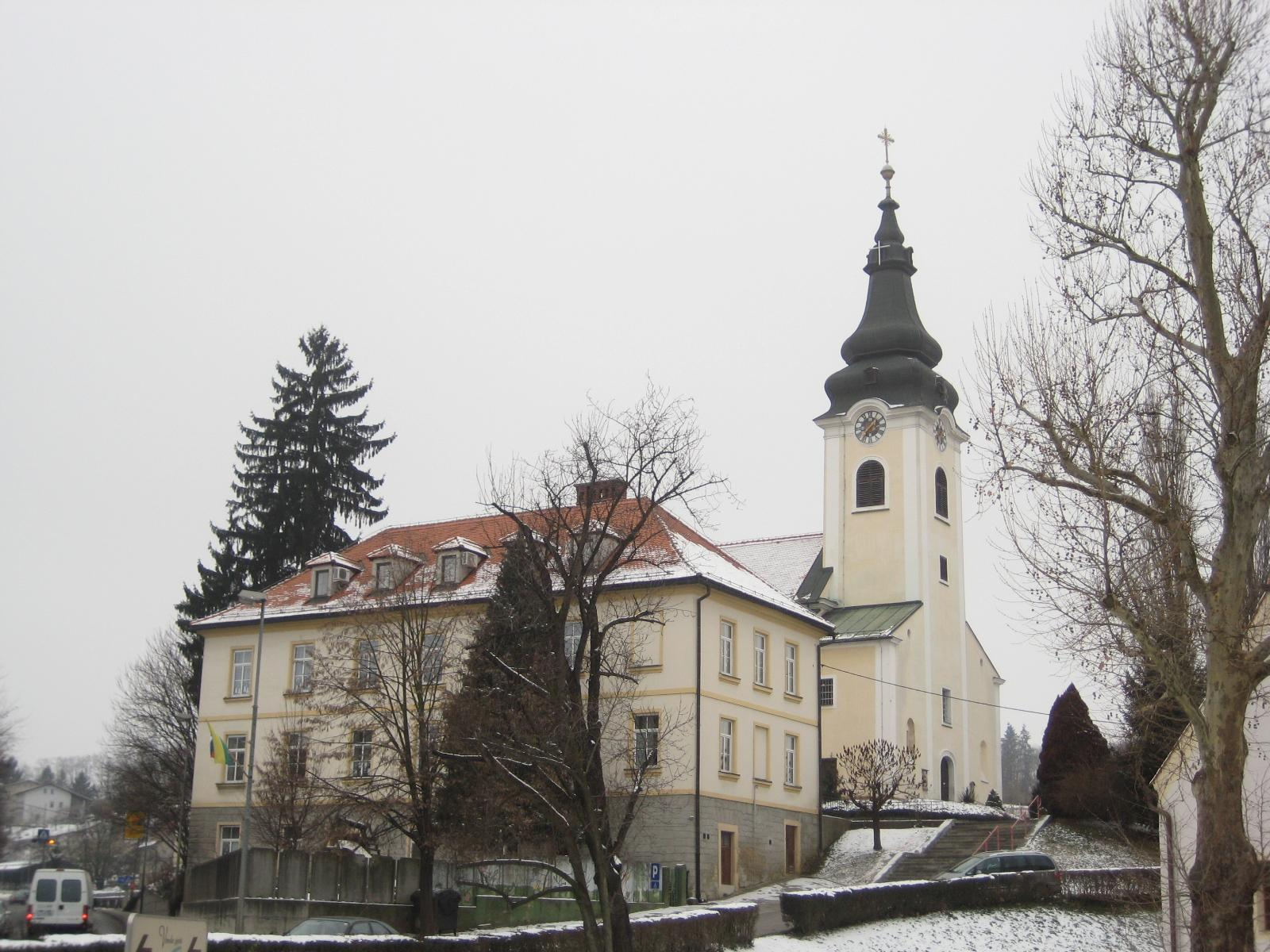
Die dem heiligen Peter geweihte Kirche in Gornja Ragona.

Die Stadt Gornja Radgona (deutsch: Oberradkersburg, ungarisch: Felsőregede) ist Hauptort und Verwaltungssitz der Gemeinde Gornja Radgona im Nordosten Sloweniens. Sie liegt in der historischen Landschaft Spodnja Štajerska (Untersteiermark), heute Region Pomurska.

## Lage
Gornja Radgona liegt am rechten Ufer der Mur und damit an der Grenze zu Österreich auf etwa 215 m. ü. A. Auf der gegenüberliegenden Seite liegt Bad Radkersburg (slow.: Radgona), mit dem es bis zum Vertrag von Saint-Germain 1919 eine Einheit bildete.

## Geschichte

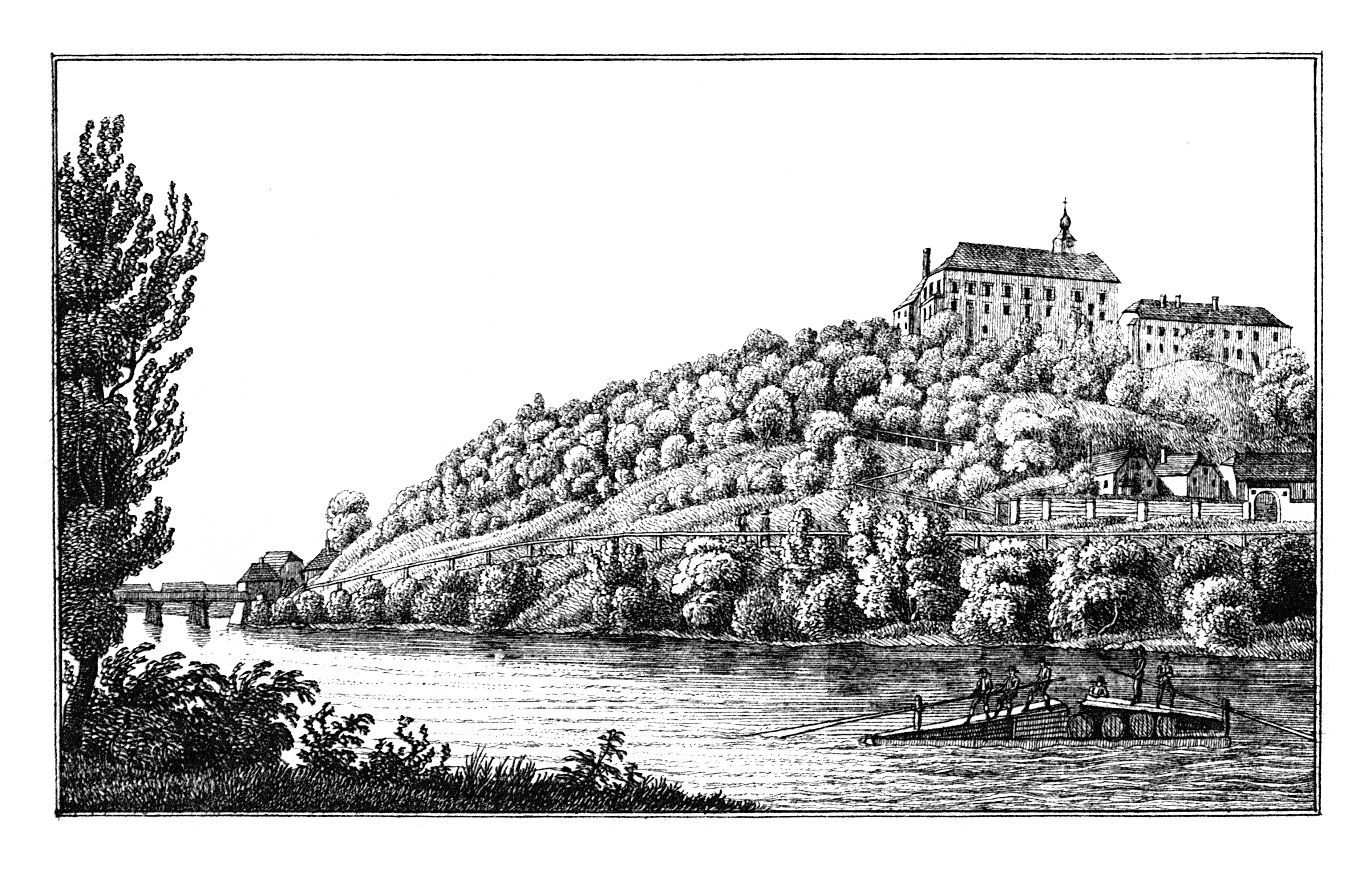
Schloss Oberradkersburg, 1830, Wonsidler

Einst Schutzburg der steirischen Stadt Bad Radkersburg am gegenüberliegenden Ufer der Mur in Österreich, wurde die gemeinsame Entwicklung mit dem Jahre 1919, als die Steiermark zwischen Österreich und Slowenien geteilt wurde, unterbrochen, und es entwickelte sich ein eigenes Stadtzentrum. Der Vorort mit der im Mittelalter erbauten Burg, die später zum Schloss umgebaut wurde, gehört heute zu Slowenien. Das Schloss wurde in jugoslawischer Zeit spätestens ab 1974 dem Verfall preisgegeben. Erst nach der Wende konnte es im Jahr 1992 vom Geschäftsmann Milan Herzog für 99 Jahre gepachtet, gründlich renoviert und seither als Stätte der Begegnung erhalten werden. Die Kosten der Renovierung und des Betriebs werden ausschließlich privat finanziert.

## Sehenswürdigkeiten
- Schloss Negova[5]
- Museum Spital[6]
- Schloss Oberradkersburg
- Thematische Wanderwege um Gornja Radgona[7]
- Negova-Landschaftsschutzpark

## Persönlichkeiten
- Peter Dajnko (1787–1873), Slawist, Mundartforscher und Mundartschriftsteller
- Anton Krempl (1790–1844), slowenischer Dichter, Historiker und katholischer Priester
- Clotar Bouvier (1853–1930), Rebenzüchter, bekannt für die nach ihm benannte Rebsorte Bouvier

## Städtepartnerschaften
Gornja Radgona unterhält seit 2006 eine Partnerschaft mit Bruchsal in Deutschland.